# Landschaftshaus

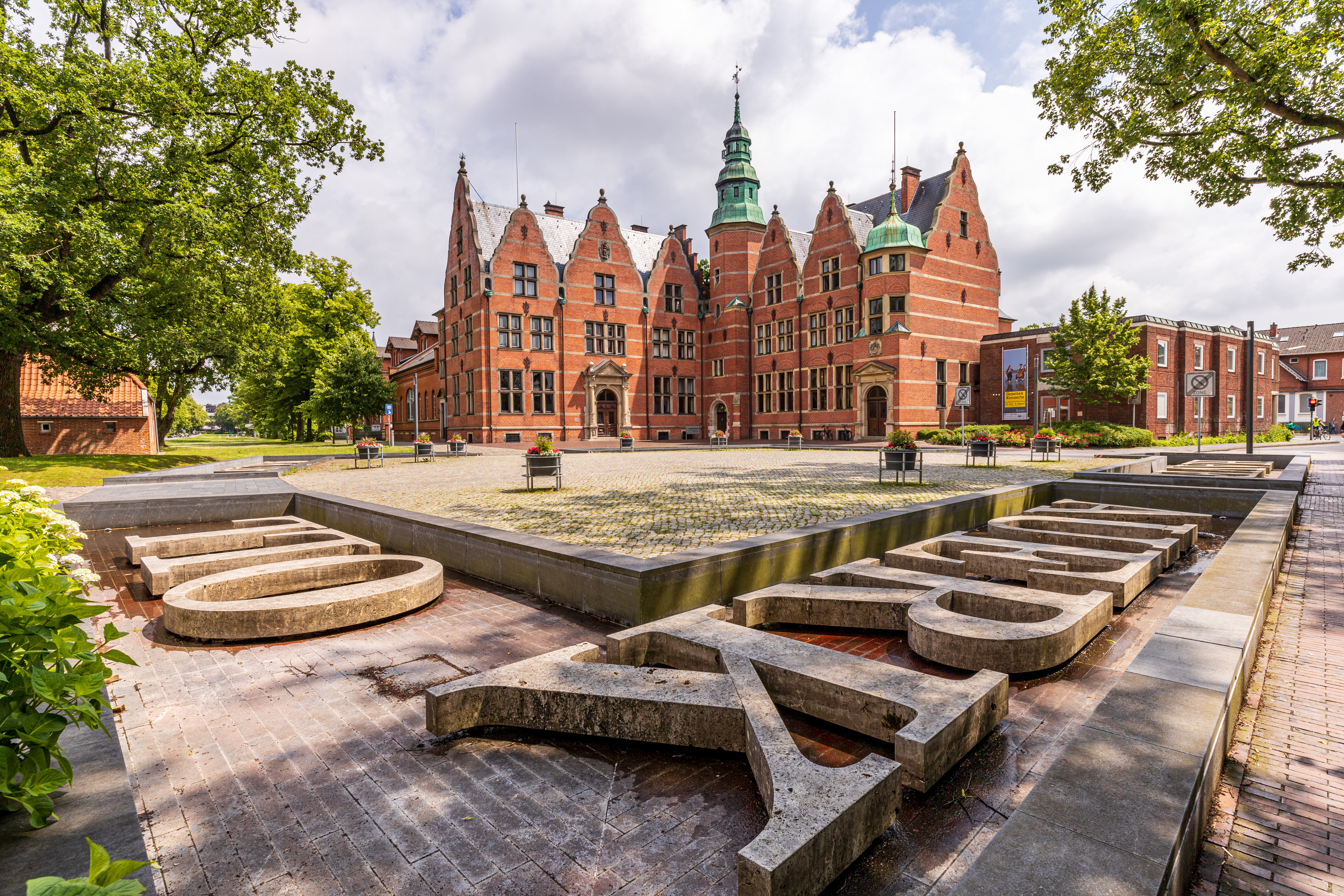
Landschaftshaus in Aurich

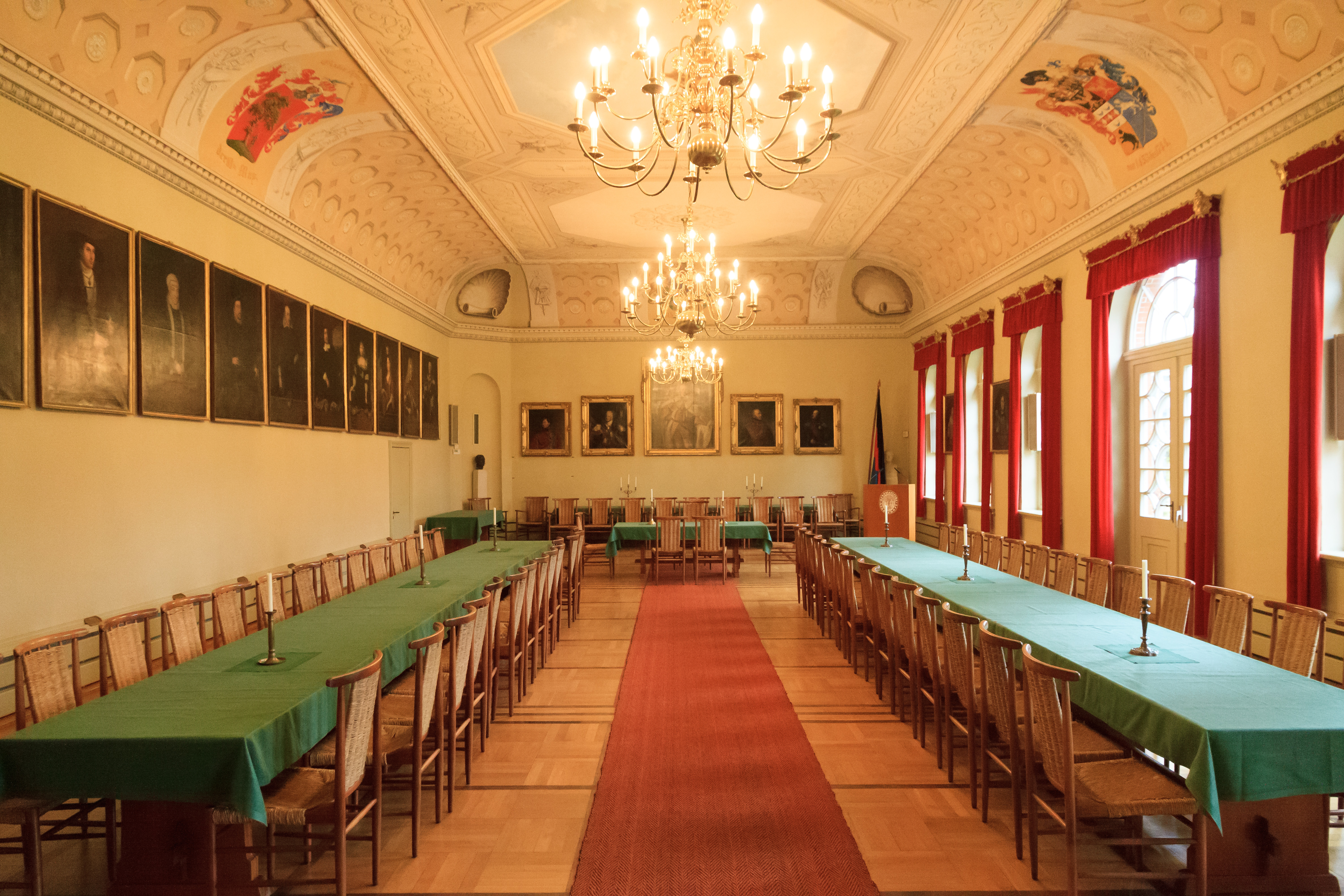
Blick in den Ständesaal

Das Landschaftshaus steht in Aurich in Niedersachsen am Georgswall 1 und 3. Es ist Sitz der Ostfriesischen Landschaft, von der es seinen Namen hat. Der winkelförmige Bau mit polygonalem Eckturm und dichtgereihten Zwerchgiebeln entstand von 1898 bis 1901 nach Entwürfen des Architekten Hermann Schaedtler im Stil der Neorenaissance.

## Baugeschichte
Der Kommunalverband der Ostfriesischen Landschaft hatte seinen Sitz zunächst in einem Gebäude am Auricher Marktplatz. Während der napoleonischen Zeit war sie faktisch aufgelöst.
Nach dem Wiener Kongress konstituierte sie sich neu und erwarb 1819 das Wohnhaus des Auricher Kaufmanns, Kupferstechers und Architekten Conrad Bernhard Meyer. Meyer hatte diesen Bau mit angeschlossenem Stall und Remise selbst entworfen. Nach dem Verkauf baute Meyer ein neues Haus an der Südseite des Hafens, das die Landschaft 1828 ebenfalls kaufte, um es für eigene Zwecke zu nutzen.
Ältester Teil des heutigen Gebäudes ist der Ständesaal. Als die Landschaft 1846 nach zähem Ringen eine vom Königreich Hannover ratifizierte neue Verfassung erhielt, beschlossen die Stände noch im selben Jahr den Bau eines repräsentativen Versammlungsraumes. Den bis heute erhaltenen Grundstein dafür legten sie am Oll’ Mai 1847 an der Stelle eines zuvor abgebrochenen Wirtschaftsgebäudes. Neben dem Landschaftssaal enthielt dieses Gebäude auch einen kleineren Raum für die Kanzlei sowie einen größeren Raum für die Registratur sowie die Bibliothek. Gegen Ende des 19. Jahrhunderts stieß das alte Landschaftshaus an seine Kapazitätsgrenzen. Neben der Landschaft waren dort auch Ostfriesische Landschaftliche Brandkasse von 1781 sowie die 1871 gegründete Ostfriesische Sparkasse (heute Sparkasse Aurich-Norden) untergebracht. Vor allem ihr Wachstum sorgte dafür, dass die Landschaft einen großzügigen Neubau plante. Der damalige Präsident der Ostfriesischen Landschaft, Graf Edzard zu Innhausen und Knyphausen, empfahl dafür den Architekten Hermann Schaedtler in Hannover. Dieser hatte bereits den (heute nicht mehr erhaltenen) Neubau seines Stammsitzes Schloss Lütetsburg entworfen.
Die heutigen Süd- und Ostflügel ließen die Ostfriesische Landschaft von 1898 bis 1901 nach Entwürfen Schaedtlers errichten. Vorbilder waren Bauten der niederländischen Renaissance. Der Landschaftssaal von 1848 wurde in den Neubau integriert und die beiden angrenzenden Räume zu den heutigen Prunkzimmern mit großen dekorativen Fenstern umgestaltet.
Der ältere Flügel des Gebäudes ist der südliche, der 1899 fertiggestellt wurde; die Arbeiten am Ostflügel wurden 1901 abgeschlossen.